# Amadou Sidibé (basket-ball)
Pour les articles homonymes, voir Sidibé.
Amadou Sidibé, né le 25 mars 1994, à New York, est un joueur américain, international ivoirien, de basket-ball. Il évolue aux postes d'ailier fort et de pivot.

## Biographie
Né à New York de parents ivoiriens, Amadou Sidibé grandit en Côte d'Ivoire de ses 3 à 11 ans. De retour aux Etats-Unis, il rejoint la Cardinal Hayes High School dans le Bronx puis obtient une bourse universitaire à l'université Fairfield dans le Connecticut. Avec les Stags, il est désigné Rookie of The Year et membre de la All-Rookie Team de la MAAC en 2013.
À sa sortie de la fac en 2017, il n'est pas drafté et commence sa carrière en troisième division espagnole à Lucentum Alicante. Ses performances lui permettent l'année suivante de rejoindre la première division portugaise au SC Lusitania. Avec le club portugais, Sidibé termine meilleur rebondeur et meilleure évaluation du championnat. Il retrouve l'Espagne pour la saison 2019-2020 cette fois-ci en LEB Oro, le deuxième échelon national, en signant au Club Melilla Baloncesto.
En juin 2020, il découvre un nouveau pays en signant en France à l'ALM Évreux Basket en Pro B pour une saison. Meilleur rebondeur de Pro B à l'issue de la saison, Sidibé reste en France en rejoignant l'année suivante le Tours Métropole Basket, tout juste promu.
Il ne peut empêcher la relégation du club en NM1. Pour la saison 2022-2023, il quitte l'Europe pour signer en Argentine au Peñarol Mar del Plata. En janvier 2023, il retrouve finalement l'Europe en signant en deuxième division espagnole au ICG Força Lleida.

## Sélection nationale
Possédant la nationalité ivoirienne par ses parents et sollicité depuis 2016 par les Eléphants, Amadou Sidibé rejoint finalement la sélection ivoirienne en 2019 en vue de préparer la Coupe du Monde. Un problème administratif l'empêche cependant de prendre part à la compétition.
Il retrouve la sélection ivoirienne à l'occasion des qualifications pour la Coupe du Monde 2023. Sidibé est alors retenu pour participer à la phase finale en Indonésie où en 5 matchs il marque 5,6 points et prend 2,6 rebonds en moyenne.

## Carrière professionnelle
- 2017-2018 :  Fundación Lucentum (en) (LEB Plata)
- 2018-2019 :  SC Lusitania (LBP)
- 2019-2020 :  CB Melilla (LEB Oro)
- 2020-2021 :  ALM Évreux Basket (Pro B)
- 2021-2022 :  Tours Métropole Basket (Pro B)
- 2022 :  CA Peñarol Mar del Plata (LNB)
- jan 2023-2023 :  ICG Força Lleida (LEB Oro)
- 2023 :  Wurtzbourg Baskets (BBL) 4 matchs
- 2023-2024 :  Sopron KC (D1)
- Depuis 2024 :  Élan béarnais Pau-Lacq-Orthez (Pro B)

## Distinctions
- Rooke Of The Year MAAC 2013
- All-Rookie Team MAAC 2013